# Rhétorique de la science
La rhétorique de la science désigne la discipline explorant  la pratique de la science comme une activité rhétorique. Un intérêt croissant s'est manifesté à la fin du XXe siècle parmi les historiens, les philosophes et les sociologues de la science concernant la manière dont le discours scientifique est construit et communiqué.

## Aperçu
Une des principales affirmations de la rhétorique scientifique est que la pratique de la science elle-même est dans une certaine mesure persuasive. L'étude de la science du point de vue de la rhétorique examine de manière variée les modes d'enquête, la logique, l'argumentation, l'éthique des praticiens scientifiques, les structures des publications scientifiques et le caractère du discours et des débats scientifiques.
Par exemple, les scientifiques doivent convaincre leur communauté scientifique que leurs recherches sont fondées sur une méthode scientifique solide. En termes de rhétorique, la méthode scientifique implique des topos de résolution de problèmes (les matériaux du discours) qui démontrent une compétence observatoire et expérimentale (arrangement ou ordre du discours ou de la méthode), et comme moyen de persuasion, offrent un pouvoir explicatif et prédictif. La compétence expérimentale est elle-même une compétence persuasive.La rhétorique scientifique est une pratique de persuasion qui est le résultat de certains canons de la rhétorique.
Depuis son épanouissement dans les années 1970, la rhétorique scientifique a contribué à un changement d'opinion concernant la science pour inclure l'affirmation qu'il n'y a pas de méthode scientifique unique, mais plutôt une pluralité de méthodes ou de styles:xvi.
La rhétorique scientifique a inclus divers sous-thèmes, comme l'indiquent ces exemples. John Angus Campbell a étudié les œuvres de Charles Darwin dans le but de montrer les manipulations rhétoriques et l'utilisation stratégique par Darwin des croyances sociales de son époque. Carolyn Miller a mis l'accent sur les genres au sein de la technologie et sur l'influence de la technologie sur le changement de genre. Jeanne Fahnestock a identifié l'utilisation de la rhétorique classique dans le raisonnement et l'argumentation scientifiques. Greg Myers a étudié comment les publications scientifiques, les subventions et autres textes scientifiques sont le résultat de processus sociaux et de la pragmatique de la politesse dans les discussions scientifiques.

## Histoire
La rhétorique de la science commence à partir de l'ouvrage de Thomas Kuhn : La structure des révolutions scientifiques (1962). Kuhn examine d'abord la science "normale", c'est-à-dire les pratiques qu'il considérait comme routinières, modélisées et accessibles avec une méthode spécifique de résolution de problèmes. La science normale avance en s'appuyant sur les connaissances passées, grâce à l'accumulation de nouvelles découvertes dans une base de connaissances. Il compare alors la science normale à la science "révolutionnaire" (nouvelle science marquée par un changement de paradigme de la pensée). Lorsque Kuhn a commencé à enseigner aux étudiants de Harvard des textes historiques tels que les écrits d'Aristote sur le mouvement, il a examiné les études de cas et a cherché d'abord à comprendre Aristote à son époque, puis à localiser ses problèmes et solutions dans un contexte plus large de la pensée et des actions contemporaines. C'est-à-dire que Kuhn cherchait d'abord à comprendre les traditions et les pratiques établies de la science. Dans ce cas, l'influence de Michael Polanyi sur Kuhn devient évidente; c'est-à-dire sa reconnaissance de l'importance des pratiques héréditaires et son rejet de l'objectivité absolue. En observant les changements dans la pensée et les pratiques scientifiques, Kuhn conclut que les changements révolutionnaires se produisent par le biais de la notion définitive de la rhétorique: la persuasion.
Le travail critique d'Herbert W. Simons - "Les scientifiques sont-ils des rhétoriciens déguisés?" dans Rhetoric in Transition (1980) - et les travaux ultérieurs montrent que La structure de Kuhn est entièrement rhétorique.
Les travaux de Thomas Kuhn furent prolongés par Richard Rorty (1979, 1989), et ces travaux se révélèrent féconds pour définir les moyens et les fins de la rhétorique dans le discours scientifique (Jasinski « Intro » xvi). Rorty, qui a inventé l'expression « tournant rhétorique », s'intéressait également à l'évaluation des périodes de stabilité et d'instabilité scientifique.
L'examen de Charles Bazerman sur l'évolution des variétés d'écriture qualifiées de rapport expérimental à travers le premier siècle et demi des Philosophical Transactions of the Royal Society, la formation des rôles sociaux et des normes concernant la publication de cette revue, la Physical Review depuis sa fondation en 1893, et l'évolution du manuel de publication de l'American Psychological Association, ainsi qu'un examen minutieux des travaux de Newton et Compton et une analyse des habitudes de lecture des physiciens indiquent les nombreux enjeux sociaux, organisationnels, idéologiques, politiques, théoriques, méthodologiques., facteurs probants, intertextuels et intellectuels qui ont influencé le caractère de l’écriture et de la rhétorique,. Les travaux de Bazerman se sont appuyés sur ces études pour considérer la manière dont les connaissances sont méthodiquement produites et diffusées de manière communicative dans divers systèmes d'activité,. Son travail suit l'exemple de Ludwik Fleck sur les collectifs de pensée et les styles de pensée, la théorie de la structuration et la phénoménologie.
Les changements intervenus dans la science au cours du passé renforce l’affirmation selon laquelle il n’existe pas une méthode scientifique unique, mais plutôt une pluralité de méthodes ou de styles:xvi. Paul Feyerabend dans Against Method (1975) soutient que la science n'a trouvé aucune « méthode qui transforme des idées idéologiquement contaminées en théories vraies et utiles », en d'autres termes ; il n’existe aucune méthode spéciale qui puisse garantir le succès de la science (302).
Comme en témoignent les premiers articles théoriques publiés après les travaux fondateurs de Kuhn, l'idée selon laquelle la rhétorique est cruciale pour la science a fait l'objet de nombreuses discussions. Les revues trimestrielles consacrées au discours et à la rhétorique comprenaient de nombreuses discussions sur des sujets tels que l'enquête, la logique, les domaines d'argumentation, l'éthos des praticiens scientifiques, l'argumentation, le texte scientifique et le caractère du discours et des débats scientifiques. Philip Wander (1976) a observé, par exemple, la pénétration phénoménale de la science (science publique) dans la vie moderne. Il a qualifié l'obligation des rhéteurs d'enquêter sur le discours scientifique de « Rhétorique de la science » (Harris « Knowing » 164).
Alors que la rhétorique scientifique commençait à prospérer, des discussions ont commencé sur un certain nombre de sujets, notamment :
- Rhétorique épistémique et discours sur la nature de la sémantique, de la connaissance et de la vérité : un exemple est le travail de Robert L. Scott sur la vision de la rhétorique comme épistémique (1967). Dans les années 1990, la rhétorique épistémique était un point de discorde dans les écrits de Dilip Gaonkar (voir « Critique » ci-dessous).
- La conférence sur la communication vocale du début des années 1970 (« conférence Wingspread ») a reconnu le fait que la rhétorique, dans sa mondialisation (caractère multidisciplinaire), est devenue une herméneutique universelle (Gross Rhetorical 2-5). Une grande partie de la production scolaire a évolué concernant la théorie de l’interprétation (herméneutique), le potentiel de production de connaissances et de recherche de vérité (épistémique) de la rhétorique des sciences.
- Argument Fields (qui fait partie du programme de la Speech Communication Association et de l'American forensic Association) : Dans ce domaine, le travail de Toulmin sur les appels d'arguments est exemplaire. De plus, Michael Mulkay, Barry Barnes et David Bloor, en tant que pionniers du mouvement « Sociologie de la connaissance scientifique » (SSK), ont favorisé un débat sociobiologique croissant. D'autres comme Greg Myers ont exprimé les bénéfices d'une collaboration entre rhéteurs et sociologues. Parmi les contributeurs aux discussions relatives au public – la manière dont les arguments changent à mesure qu'ils passent de la communauté scientifique au public – figurent John Lyne et Henry Howe[2]:xxi-xxxii.
- Géants scientifiques : Les travaux importants qui étudient les pouvoirs de persuasion des exemples scientifiques comprennent ceux d' Alan G. Gross[13] ( Newton, Descartes, champs d'arguments en optique), John Angus Campbell[14] (Darwin) et Michael Halloran ( Watson et Crick). JC Maxwell a introduit les champs vectoriels différentiables E et B pour exprimer les découvertes de Michael Faraday sur un champ électrique E et un champ magnétique B. Thomas K. Simpson a décrit ses méthodes rhétoriques, d'abord avec une étude guidée[15], puis une appréciation littéraire[16] de A Treatise on Electricity and Magnetism (1873), et avec un livre consacré à la rhétorique mathématique[17].

D’autres thèmes majeurs de la rhétorique des sciences incluent l’enquête sur les réalisations et les capacités de persuasion d’individus (ethos) qui sont devenus influents dans leurs sciences respectives ainsi qu’une préoccupation séculaire de la rhétorique des sciences : la politique scientifique publique. La politique scientifique implique des questions délibératives, et la première étude rhétorique de la politique scientifique a été réalisée en 1953 par Richard M. Weaver. Entre autres, les travaux d'Helen Longino sur les implications des politiques publiques des faibles rayonnements perpétuent cette tradition:622.
La reconstitution de la théorie rhétorique autour des axes d'invention ( inventio ), d'argumentation et d'adaptation stylistique est en cours (Simons 6). La question majeure est de savoir si la formation en rhétorique peut réellement aider les universitaires et les enquêteurs à faire des choix intelligents entre des théories, méthodes ou collectes de données rivales et des valeurs incommensurables (Simons 14).
La rhétorique des sciences constitue également un corps théorique important pour les études de rhétorique et de composition dans l’enseignement supérieur. Cet ensemble de travaux examine la meilleure façon de préparer les communicateurs à participer à la science, comme dans les travaux de Michael Zerbe, Carl Herndl et Caroline Gottschalk Druschke,,. À travers l’historiographie rhétorique, Madison Jones cherche à découvrir l’influence d’autres disciplines, telles que l’écologie, sur la manière dont les rhéteurs contemporains théorisent et définissent la recherche rhétorique. La collaboration interdisciplinaire et transdisciplinaire en science complique également la pédagogie de la rhétorique et de la composition et met un nouvel accent sur l'écriture collaborative entre les disciplines scientifiques et avec les groupes communautaires et les parties prenantes,.

## Développements et tendances

### Rhétorique épistémique
Considérer la science en termes de textes présentant une théorie basée sur la prédiction et le contrôle offre de nouvelles façons de considérer la fonction de la rhétorique de la science (Gross « The Origin » 91-92). La rhétorique épistémique de la science, dans un contexte plus large, confronte les questions relatives à la vérité, au relativisme et à la connaissance.
La rhétorique des sciences, en tant que type d’enquête, ne considère pas les textes de sciences naturelles comme un moyen de transmettre des connaissances, mais plutôt comme présentant des structures persuasives. Bien que les sciences naturelles et les sciences humaines diffèrent fondamentalement, l'entreprise scientifique peut être considérée herméneutiquement comme un flux de textes qui exposent une épistémologie basée sur la compréhension (Gross « On the Shoulders 21). Sa tâche est alors la reconstruction rhétorique de l'histoire. moyens par lesquels les scientifiques se convainquent eux-mêmes et convainquent les autres que leurs revendications et affirmations en matière de connaissances font partie intégrante de l'activité privilégiée de la communauté de penseurs avec laquelle ils sont alliés (Gross "The Origin" 91).
Dans un article intitulé « On Viewing Rhetoric as Epistemic » (1967), Robert L. Scott propose « que la vérité ne peut découler que d'une enquête critique coopérative » (Harris « Knowing » 164). L'examen par Scott des questions de croyance, de connaissance et d'argumentation confirme que la rhétorique est épistémique. Ce courant de pensée remonte à Gorgias qui notait que la vérité est un produit du discours et non une substance qui y est ajoutée (Harris « Knowing » 164).
Le discours scientifique repose sur la responsabilisation des faits empiriques présentés à une communauté scientifique. Chaque forme de communication est un type de genre qui favorise l'interaction et les relations humaines. Un exemple est la forme émergente du rapport expérimental ( Bazerman "Reporting" 171-176). L’ensemble des genres dans lesquels la rhétorique scientifique s’applique aux soins de santé et aux communautés scientifiques est légion.[Par exemple ?]
Aristote n'a jamais pu accepter l'indisponibilité de certaines connaissances, même si la plupart croient aujourd'hui le contraire (Gross « On Shoulders » 20). C’est-à-dire qu’Aristote aurait rejeté la préoccupation principale de la rhétorique des sciences : la connaissance:622. La connaissance elle-même génère l’explication de la connaissance, et c’est le domaine de la théorie de la connaissance. La connaissance du savoir impose une attitude de vigilance contre la tentation de la certitude ( Maturana 239-245).
L’affirmation de la problématique épistémique de la rhétorique de la science concerne :
- vérité - propriété des déclarations par rapport aux autres déclarations
- connaissance - configuration d'énoncés vrais qui se soutiennent mutuellement
- les arguments - sont situationnels (premier principe de la rhétorique)

(Harris « Savoir » 180-181).

### Champs d'arguments
Dans les années 1980, les travaux de Stephen Toulmin sur les champs d'argumentation publiés dans son livre intitulé The Uses of Argument (1958) ont pris de l'importance grâce à des sociétés de rhétorique telles que la Speech Communication Association qui ont adopté une considération sociologique de la science. La principale contribution de Toulmin est sa notion de champs d'argumentation qui inclut une réinvention du concept rhétorique topoi (sujets):xxi.
Toulmin discute longuement du modèle d'un argument – données et garanties pour étayer une affirmation – et de la façon dont ils ont tendance à varier selon les domaines d'argumentation (Toulmin 1417-1422). Il a délimité deux concepts d'argumentation, l'un qui reposait sur des appels et des stratégies universels (invariants au champ), et l'autre qui était dépendant du champ, particulier aux disciplines, aux mouvements, etc. Pour Toulmin, l’audience est importante car on s’adresse à un public particulier à un moment donné, et donc un argument doit être pertinent pour ce public. Dans ce cas, Toulmin fait écho à Feyerabend, qui, dans sa préoccupation pour les processus persuasifs, met en évidence la nature adaptative de la persuasion:xxv.
Les idées de Toulmin relatives à l'argumentation ont été d'une importance radicale pour la théorie de l'argumentation parce que, en partie, il apporte un modèle, et parce qu'il contribue grandement à la rhétorique et à son sous-domaine, la rhétorique de la science, en fournissant un modèle d'analyse (données, garanties) pour montrer que ce qui est débattu sur un sujet est en fait un arrangement structuré de valeurs qui sont intentionnelles et conduisent à une certaine ligne de pensée.
Toulmin a montré dans Human Understanding que les arguments qui soutiendraient des revendications aussi différentes que la révolution copernicienne et la révolution ptolémaïque ne nécessiteraient pas de médiation. Sur la base d'arguments, les hommes des XVIe et XVIIe siècles se sont convertis à l'astronomie copernicienne (Gross "The Rhetoric" 214).

### Incommensurabilité
Le défi rhétorique actuel est de trouver un discours qui traverse les disciplines sans sacrifier les spécificités de chaque discipline. L'objectif est de rendre intacte la description de ces disciplines – c'est-à-dire de trouver un langage qui rendrait « commensurables » divers sujets scientifiques (Baake 29). En revanche, l’incommensurabilité est une situation dans laquelle deux programmes scientifiques sont fondamentalement opposés. Deux auteurs importants qui ont appliqué l'incommensurabilité aux notions historiques et philosophiques de la science dans les années 1960 sont Thomas Kuhn et Paul Feyerabend. Divers courants sont nés de cette idée qui portent sur les questions de communication et d’invention. Ces aspects sont expliqués dans la taxonomie en quatre parties de Randy Allen Harris qui, à son tour, souligne son point de vue selon lequel « l’incommensurabilité ne doit pas être comprise comme une relation entre des systèmes, mais comme une question d’invention rhétorique et d’herméneutique » (Harris « Incommensurability » 1).
L'incommensurabilité de la théorie en période de changement radical de théorie est à la base de la théorie des paradigmes de Thomas Samuel Kuhn ( Bazerman 1). La Structure des révolutions scientifiques de Kuhn offre une vision du changement scientifique qui implique la persuasion, et il a ainsi placé la rhétorique au cœur des études scientifiques:xiii.
La Structure de Kuhn fournit des comptes rendus importants liés à la représentation des concepts et aux principaux changements conceptuels qui se produisent au cours d'une révolution scientifique. Kuhn a cherché à déterminer les moyens de représenter les concepts et les taxonomies par cadres:224–230. Le travail de Kuhn tente de montrer que les paradigmes incommensurables peuvent être comparés rationnellement en révélant la compatibilité des listes d'attributs, par exemple d'une espèce décrite dans un milieu pré-darwinien et post-darwinien, prise en compte dans deux taxonomies incommensurables, et que cette compatibilité est la plate-forme pour comparaison rationnelle entre taxonomies rivales:230,1. En vue de comparer la science normale à la science révolutionnaire, Kuhn illustre sa théorie des paradigmes et sa théorie des concepts dans l’histoire de l’électricité, de la chimie et d’autres disciplines. Il s'intéresse aux changements révolutionnaires résultant des travaux de Copernic, Isaac Newton, Albert Einstein, Wilhelm Röntgen et Lavoisier.
Certains chercheurs, comme Thomas C. Walker, estiment que la théorie des paradigmes de Kuhn implique des connaissances « acquises par petites étapes progressives et presque banales ». Walker déclare que même si « la science normale est étroite, rigide, ésotérique, non critique et conservatrice, Kuhn la considère comme le moyen le plus efficace d'assurer une accumulation de connaissances ». Selon Walker, même si « l’ignorance et l’intolérance à l’égard d’autres cadres théoriques sont des caractéristiques regrettables de la science normale de Kuhn… des conversations significatives ne peuvent avoir lieu que dans le cadre d’un seul paradigme ».
Le travail de Kuhn a eu une influence sur les rhéteurs, les sociologues et les historiens (et, dans une moindre mesure, sur les philosophes) pour le développement d'une perspective rhétorique. Son opinion concernant la perception, l'acquisition de concepts et le langage suggère, selon l'analyse de la philosophie de Kuhn par Paul Hoyningen-Huene, une perspective cognitive:183.

### Éthos
Les scientifiques ne se laissent pas convaincre uniquement par des logos ou des arguments. Les initiatives scientifiques innovantes testent l'autorité scientifique en invoquant l'autorité des résultats passés (section initiale d'un article scientifique) et l'autorité de la procédure, qui établissent la crédibilité du scientifique en tant qu'enquêteur (Gross Starring 26-27).
Les examens de l’éthos des scientifiques (individuellement et collectivement) ont donné lieu à des contributions significatives dans le domaine de la rhétorique de la science. Michael Halloran note dans « The Birth of Molecular Biology » ( Rhetoric Review 3, 1984) – un essai qui est une analyse rhétorique de « A Structure for Deoxyribose Nucleic Acid » de James D. Watson et Francis H. Crick – qu'une grande partie de ce qui constitue un paradigme scientifique, c'est l'éthos de ses praticiens. Cette philosophie concerne une attitude et une manière d’attaquer les problèmes et de propager des revendications:xxxi.
Dans « La construction rhétorique de l'éthos scientifique », Lawrence Prelli propose une analyse systématique de l'éthos en tant qu'outil de légitimation scientifique. Le travail de Prelli examine l'échange d'informations devant le tribunal de l'opinion publique. Ses travaux donnent un aperçu des manières dont l'argumentation scientifique est légitimée, et donc un aperçu de la politique scientifique publique. L'un des domaines de la rhétorique est la vie civique. La critique rhétorique de la science apporte beaucoup dans l’investigation de questions scientifiques qui affectent directement l’opinion publique et les décisions politiques:xxxiii.

### Rhétorique et jeux de langage
La rhétorique peut également être définie comme l'utilisation stratégique du langage : chaque scientifique essaie de faire les déclarations qui - compte tenu des déclarations faites par ses collègues et de celles que les premiers s'attendent à faire à l'avenir (par exemple, accepter ou rejeter les affirmations faites) par le premier) - maximiser les chances du premier d'atteindre les objectifs qu'il s'est fixés. Ainsi, la théorie des jeux peut être appliquée pour étudier le choix des affirmations d’un scientifique. Zamora Bonilla soutient que, lorsque la rhétorique est comprise de cette façon, on peut se demander si la manière dont les scientifiques interagissent – par exemple, à travers certaines institutions scientifiques comme l'examen par les pairs – les amène à faire valoir leurs affirmations de manière efficace ou inefficace, à savoir que c'est-à-dire si les « jeux rhétoriques » sont plus analogues aux processus de la main invisible ou aux jeux du dilemme du prisonnier. Si le premier cas est le cas, alors nous pouvons affirmer que la « conversation » scientifique est organisée de telle manière que l’utilisation stratégique du langage par les scientifiques les amène à atteindre des progrès cognitifs ; argument pour réformer les institutions scientifiques.

### Figures rhétoriques en science
Correspondant à des raisonnements distincts, les figures de style sont évidentes dans les arguments scientifiques. Les mêmes compétences cognitives et verbales qui sont utiles à un domaine d’enquête – politique, économique ou populaire – sont utiles à la science (Fahnestock 43). Cela implique qu’il y a moins de division entre la science et les sciences humaines que prévu initialement. Les figures de style argumentativement utiles se trouvent partout dans la rédaction scientifique.
Theodosius Dobzhansky dans Genetics and the Origin of Species propose un moyen de réconciliation entre la mutation mendélienne et la sélection naturelle darwinienne. En restant sensible aux intérêts des naturalistes et des généticiens, Dobjansky – par une subtile stratégie de polysémie  – a permis une solution pacifique à une bataille entre deux territoires scientifiques. Son objectif déclaré était de passer en revue les informations génétiques liées au problème de la diversité organique:41, 53. Les éléments constitutifs de l'influence interdisciplinaire de Dobjansky, qui comprenait un développement important dans deux camps scientifiques, étaient le résultat des choix de composition qu'il a faits. Il utilise par exemple la prolepsie pour présenter les arguments qui présentaient les résultats de ses recherches, et il a fourni une carte métaphorique comme moyen de guider son public:57,8. Une illustration de la métaphore est son utilisation du terme « paysages adaptatifs ». Considéré de manière métaphorique, ce terme est une manière de représenter comment les théoriciens de deux sujets différents peuvent s'unir:57.
Un autre chiffre important comme aide à la compréhension et à la connaissance est l'antimétabole (réfutation par inversion). L'antithèse travaille également dans un but similaire.
Un exemple d'antimétabole :
- L'antimétabole apparaît souvent dans des écrits ou des visuels où la ligne de recherche et d'expérimentation a été caractérisée par des objets en image miroir, ou par des processus de complémentarité, réversibles ou d'équilibre. La révélation de Louis Pasteur selon laquelle de nombreux composés organiques se présentent sous des versions ou isomères gauchers et droitiers, comme expliqué lors d'une conférence de 1883, illustre l'utilisation de ce chiffre. Il soutient dans sa conférence que « la vie est le germe et le germe est la vie » parce que toute vie contient des processus asymétriques/asymétriques (Fahnestock 137-140).

### Nouvelle rhétorique matérialiste de la science
Une tendance plus récente dans les études rhétoriques implique la participation aux nouvelles idées matérialistes plus larges concernant la philosophie et les études scientifiques et technologiques. Ce nouveau sujet d'enquête examine le rôle de la rhétorique et du discours en tant que partie intégrante du matérialisme de la pratique scientifique. Cette méthode examine la manière dont les méthodes des sciences naturelles sont nées et le rôle particulier que doit jouer l’interaction entre les scientifiques et les institutions scientifiques. La nouvelle rhétorique matérialiste de la science inclut les partisans qui considèrent que les progrès des sciences naturelles ont été obtenus à un coût élevé, un coût qui limite la portée et la vision de la science. Les travaux dans ce domaine s'appuient souvent sur les travaux de Bruno Latour, Steve Woolgar, Annemarie Mol et d'autres nouveaux chercheurs matérialistes issus des études scientifiques et technologiques. Les travaux sur la nouvelle rhétorique matérialiste de la science ont tendance à être très critiques à l’égard d’une dépendance excessive au langage dans les variantes plus conservatrices de la rhétorique de la science et ont critiqué de manière significative des domaines de recherche de longue date tels que les études d’incommensurabilité.

### Critique de la rhétorique des sciences

#### Mondialisation de la rhétorique
Le regain d’intérêt aujourd’hui pour la rhétorique de la science réside dans son positionnement en tant que méta-discours herméneutique plutôt qu’en tant que pratique discursive substantielle:25. L’exégèse et l’herméneutique sont les outils autour desquels s’est forgée l’idée de production scientifique.
La critique de la rhétorique des sciences se limite principalement aux discussions sur le concept d’herméneutique, qui peut être considérée comme suit :
- L’herméneutique rhétorique concerne une manière de lire les textes en tant que rhétorique. La rhétorique est à la fois une discipline et une perspective à partir de laquelle les disciplines peuvent être considérées. En tant que discipline, elle a une tâche herméneutique et génère des connaissances ; en tant que perspective, elle a pour tâche de générer de nouveaux points de vue (Gross Rhetorical 111). La question de savoir si la théorie rhétorique peut fonctionner comme une herméneutique générale, clé de tous les textes, y compris les textes scientifiques, reste encore aujourd’hui un point d’intérêt pour les rhéteurs. Bien que les sciences naturelles et les sciences humaines diffèrent sur des points fondamentaux, la science en tant qu’entreprise peut être considérée herméneutiquement comme une suite de textes présentant une étude de la connaissance (épistémologie) basée sur la compréhension (Gross « On Shoulders » 21).

Une critique récente de la rhétorique de la littérature scientifique ne demande pas si la science est correctement comprise, mais plutôt si la rhétorique est correctement comprise. Cette dissension concerne la lecture rhétorique des textes scientifiques ; il s'agit d'une querelle sur la façon dont la théorie rhétorique est considérée comme une herméneutique globale (Gross "Intro" Rhetorical 1-13).
Dilip Gaonkar dans « L'idée de la rhétorique dans la rhétorique de la science » examine la façon dont les critiques argumentent sur la rhétorique, et il dévoile les ambitions mondiales de la théorie rhétorique en tant qu'herméneutique générale (un passe-partout pour tous les textes), avec la rhétorique de la science comme un site d'analyse parfait - un cas difficile et rapide.
Dans son analyse de ce « cas », Gaonkar examine d'abord le caractère essentiel de la rhétorique au sens traditionnel (Aristotilien et Cicéronien). Il a ensuite examiné la pratique de la rhétorique et le modèle du discours persuasif du point de vue de l'action (orientation productive) ou de celui qui contrôle le discours (moyens de communication). La tradition rhétorique est celle de la pratique, tandis que la théorie témoigne de la pratique et de l'enseignement (Gross "Intro" Rhetorical 6-11). Gaonkar affirme que la rhétorique considérée comme une tradition (Aristotilienne et Cicéronie) et du point de vue de l'interprétation (et non de la production ou de l'action), la théorie rhétorique est « mince ». Il soutient que la rhétorique apparaît comme un langage critique légèrement déguisé de telle sorte qu’elle peut s’appliquer à presque tous les discours:33, 69.
Gaonkar estime que ce type de mondialisation de la rhétorique mine l'auto-représentation de la rhétorique en tant qu'art pratique situé et, ce faisant, va à l'encontre d'une tradition humaniste. Cela va à l’encontre de la fonction interprétative d’un métadiscours critique. S’il n’y a plus de substance, plus d’ancre, plus de référence à laquelle la rhétorique est attachée, la rhétorique elle-même est la substance, ou le supplément, et devient ainsi substantielle, ce qui soulève la question de savoir dans quelle mesure la rhétorique fonctionne en tant que discours interprétatif:77.
Les provocations de Dilip Gaonkar ont lancé un vaste débat qui a abouti à la défense des analyses rhétoriques du discours scientifique. Les réponses aux provocations de Gaonkar sont nombreuses, dont voici deux exemples.
- Lorsque Gaonkar demande si une théorie fondée sur la pratique peut être traduite en théorie de l'interprétation, Michael Leff dans « The Idea of Rhetoric as Interpretative Practice: A Humanist's Response to Gaonkar » considère ses vues comme trop extrêmes, traitant comme opposées deux positions qui sont dans la tension dialectique (la rhétorique comme production et la rhétorique comme interprétation), et en séparant l'interprétation de la pratique afin d'établir une relation causale, plutôt qu'accidentelle, entre la rhétorique et la mondialisation de la rhétorique (Gross "Intro" Rhetorical 11).
- John Angus Campbell dans « Strategic Readings : Rhetoric, Intention, and Interpretation » également trouvé dans Rhetorical Hermeneutics est une vérification de l'analyse de Leff (113). Il s'oppose cependant à la notion d'invention de Gaonkar et à la médiation entre le producteur ou l'écrivain et le public d'un texte(114). Les différences entre Campbell et Gaonkar relèvent de la théorie et non de la question de savoir si l’agence figure dans la critique (115).

#### Nouvelle rhétorique matérialiste de la science
La nouvelle méthode matérialiste de rhétorique scientifique a approuvé les critiques de Goankar à l'égard de la rhétorique scientifique de manière plus générale et cherche à les surmonter grâce à un engagement interdisciplinaire dans les études scientifiques et technologiques. Cependant, la nouvelle approche matérialiste elle-même a fait l’objet d’importantes critiques dans ce domaine et a été identifiée comme une variante radicale. La question de l’adéquation de la rhétorique face aux textes scientifiques (sciences naturelles) est problématique pour deux raisons. Le premier concerne la rhétorique traditionnelle et sa capacité à analyser des textes scientifiques. Deuxièmement, la réponse à cette question repose sur une attaque contre les présupposés épistémologiques d’une rhétorique classique de la science. Pour cette raison, la critique radicale est une exigence de renouvellement de la théorie rhétorique:626,7.

#### Ouvrages
- Baake, Ken. Métaphore et connaissance : les défis de l'écriture scientifique . Albany : Presses de l'Université d'État de New York, 2003.
- Bazerman, Charles et René Agustin De los Santos . « Mesurer l'incommensurabilité : la toxicologie et l'écotoxicologie sont-elles aveugles à ce que l'autre voit ? » 9 janvier 2006. .
- Bazerman, Charles. "Rapport de l'expérience : le récit changeant des activités scientifiques dans les transactions philosophiques de la Royal Society, 1665-1800." Dans Essais historiques sur la rhétorique de la science : études de cas . Éd. Randy Allen Harris. Mahwah : Hermagoras Press, 1997.
- Booth, Wayne C. La rhétorique de la rhétorique : la quête d'une communication efficace . Malden : Éditions Blackwell, 2004.
- Campbell, John Angus. «Découverte scientifique et invention rhétorique». Dans Le tournant rhétorique : inventions et persuasion dans la conduite de l'enquête . Éd. Herbert W. Simons. Chicago : Presses de l'Université de Chicago, 1990.
- Dawkins, Richard. Le gène égoïste . Oxford : Oxford UP, 1989.
- Fahnestock, Jeanne. Figures rhétoriques en science . New York : Oxford UP, 1999.
- Feyerabend, Paul. Contre la méthode : Esquisse d'une théorie anarchiste de la connaissance . Londres : Verso, 1975.
- Gross, Alan G. « Sur les épaules des géants : l'optique du XVIIe siècle comme champ d'argumentation. » Dans Essais historiques sur la rhétorique de la science : études de cas . Éd. Randy Allen Harris. Mahwah : Hermagoras Press, 1997.
- Gross, Alan G., Avec le texte : la place de la rhétorique dans les études scientifiques . Carbondale : Sud de l'Illinois UP, 2006.
- Gross, Alan G. "L'origine des espèces : la taxonomie évolutive comme exemple de la rhétorique de la science". Dans Le tournant rhétorique : invention et persuasion dans la conduite de l'enquête . Éd. Herbert W. Simons. Chicago : Presses de l'Université de Chicago, 1990.
- Gross A. et William M. Keith. Éd. "Introduction." Herméneutique rhétorique : invention et interprétation à l'ère de la science . Albany : Presses de l'Université d'État de New York, 1997.
- Harris, Randy Allen. "Connaissance, Rhétorique, Science." Dans Visions et révisions : continuité et changement dans la rhétorique et la composition . Éd. James D. Williams. Carbondale : Sud de l'Illinois UP, 2002.
- Jasinski, James. "Introduction." Livre source sur la rhétorique : concepts clés dans les études rhétoriques contemporaines . Mille Chênes : Sage Publications, 2001.
- Kuhn, Thomas S. La structure des révolutions scientifiques . 3e éd. Chicago : Presses de l'Université de Chicago, 1996.
- Maturana, Humberto R. et Varela, Francisco J. L'arbre de la connaissance : les racines biologiques de la compréhension humaine . Boston : Shambhala Publications, Inc., 1987.
- Toulmin, S. «Les utilisations de l'argumentation». Dans La tradition rhétorique : lectures de l'époque classique à nos jours. 2e éd. Éd. Bizzell, Patricia et Bruce Herzberg. Boston : Bedford, 1990.

#### Autres
- Bazerman, Charles. Façonner les connaissances écrites : le genre et l'activité de l'article expérimental en science . Madison : Presses de l'Université du Wisconsin, 1988.  (version en ligne). "Reporting the Experiment: The Changing Account of Scientific Doings in the Philosophical Transactions of the Royal Society, 1665-1800" de Charles Bazerman dans Landmark Essays on Rhetoric of Science se trouve au chapitre 3 de ce texte.
- Campbell, John Angus. « Révolution scientifique et grammaire de la culture : le cas de l'origine de Darwin ». Journal trimestriel de discours 72 (1986) : 351-376.DOI 10.1080/00335638609383782est ce que je : 10.1080/00335638609383782
- Gaonkar, Dilip Parameshwar. « La rhétorique et son double : réflexions sur le tournant rhétorique des sciences humaines ». Dans Le tournant rhétorique : invention et persuasion dans la conduite de l'enquête . Éd. Herbert W. Simons. Chicago : Presses de l'Université de Chicago, 1990.
- Halloran, S. Michael et Annette Norris Bradford. «Figures de style dans la rhétorique de la science et de la technologie». Essais sur la rhétorique classique et le discours moderne . Éd. Robert J. Connors et coll. Carbondale : Presse universitaire du sud de l'Illinois, 1984.
- Harris, Randy Allen. Éd. Rhétorique et incommensurabilité. West Lafayette : Parlour Press, 2005.
- Latour, Bruno et Steve Woolgar. La vie de laboratoire : la construction sociale des faits scientifiques . Beverly Hills : Sage, 1979.
- Leff, Michael. "L'idée de la rhétorique comme pratique interprétative : une réponse humaniste à Gaonkar." Le Southern Communication Journal 58 (1993) : 296-300.DOI 10.1080/10417949309372910est ce que je : 10.1080/10417949309372910
- Miller, Carolyn. «Le genre comme action sociale». Journal trimestriel de discours 70 : 151-57.DOI 10.1080/00335638409383686est ce que je : 10.1080/00335638409383686
- Schryer, Catherine F. « Théorie des genres, discours sur les soins de santé et formation de l'identité professionnelle ». Journal de communication commerciale et technique 19.3 (2005) : 249-278.
- Scott, RL « Sur la vision de la rhétorique comme épistémique. » Journal de discours des États centraux (1967) 18 : 9-16.DOI 10.1080/10510976709362856est ce que je : 10.1080/10510976709362856
- Simpson, Thomas K. Figures de la pensée : une appréciation littéraire du traité de Maxwell sur l'électricité et le magnétisme, 2005, Green Lion Press, (ISBN 1-888009-31-4)
- Stark, Ryan. Rhétorique, science et magie dans l'Angleterre du XVIIe siècle. Washington, DC : Presse de l'Université catholique d'Amérique, 2009.
- Waddell, Craig. "Le rôle du pathétique dans le processus décisionnel : une étude sur la rhétorique de la politique scientifique." Journal trimestriel de discours 76 (1990) : 381-400.DOI 10.1080/00335639009383932est ce que je : 10.1080/00335639009383932
- Wander, Philip C. et Dennis Jaehne. « Perspectives d'une « rhétorique de la science ». » Épistémologie sociale 14.2/3 (2000) : 211-233. 30 décembre. 2005.  (Fichier PDF)
- Ziman, John (2000). La vraie science : qu'est-ce que c'est et ce que cela signifie . Cambridge, Royaume-Uni : Cambridge University Press.